# شلي روشين
شلي روشين (بالإنجليزية: Chli Ruchen)‏ هو أحد جبال سلسلة جبال الألب غلاروس وجزء من القمة الأم غروس شارورن يقع في كانتون أوري, سويسرا. يبلغ ارتفاع الجبل حوالي 2944 متر، بينما يبلغ ارتفاع نتوء الجبل 175 متر.